# Morte de Odair Moniz
Morte de Odair Moniz refere-se à morte de Odair Moreno Moniz, natural de Cabo Verde e imigrante em Portugal, alvejado por um agente da Polícia de Segurança Pública na madrugada de 21 de outubro de 2024, no decurso de uma perseguição policial no bairro da Cova da Moura, na Amadora, e aos tumultos que se seguiram. A morte de Odair Moniz desencadeou um sentimento de revolta no bairro do Zambujal, onde vivia, levando a uma onda de desacatos nos dias que se seguiram, incluindo o roubo e incendiamento de dois autocarros. Na noite de 22 para 23 de outubro, os desacatos haviam alastrando por seis concelhos da Área Metropolitana de Lisboa, com ocorrências registadas em sessenta esquadras dos concelhos de Lisboa, Loures, Amadora, Sintra, Cascais e Setúbal, sendo ateado fogo a contentores de lixo e viaturas. Dois agentes da PSP foram feridos pelo arremesso de pedras, tendo recebido tratamento hospitalar.

## Antecedentes

Odair Moniz, morto por um agente da PSP na madrugada de 21 de outubro de 2024

Odair Moreno Moniz, geralmente conhecido como "Dá", de 43 anos, natural de Cabo Verde e residindo há mais de duas décadas em Portugal, era cozinheiro num restaurante em Lisboa, encontrando-se de baixa por ter sofrido queimaduras no trabalho. Morava no bairro do Zambujal, na Amadora, onde era dono e gerente de um café de "ambiente calmo". Era casado e pai de três filhos, de 19, 18 e 2 anos, sendo tido como pacífico e querido pelos vizinhos do Zambujal.
De acordo com a CNN Portugal, Odair tinha cadastro por tráfico de droga e crimes violentos como assaltos à mão armada, pelo qual já havia cumprido pena de prisão.

## Morte
Pelas 5:40 da madrugada de 21 de outubro de 2024, Odair Moniz saiu na sua viatura do Bairro Alto da Cova da Moura, na Amadora, após uma noite de festa. Ter-se-á posto em fuga após ver uma viatura policial na Avenida da República dessa cidade. Começou a ser perseguido de carro por dois agentes da Polícia de Segurança Pública (PSP), acabando por despistar-se e ficar com o automóvel imobilizado após embater em outras viaturas, passando a ser perseguido a pé pelas ruas do bairro. Segundo os agentes, foram disparados três ou quatro tiros, um ou dois para o ar e dois na direcção de Moniz, tendo uma das balas atingido-o no peito, perto da axila. Os tiros partiram do agente mais jovem, com 22 anos e menos de dois anos de serviço na PSP, que estava acompanhado por um colega de patrulha com mais dois anos de experiência. Segundo os agentes, o disparo terá ocorrido após Moniz ter resistido à detenção. Um comunicado inicial da PSP alegava que teria havido uma tentativa de agressão com arma branca aos agentes por parte de Moniz, que teria empunhado uma faca, a qual foi depois encontrada pela PSP junto ao local dos acontecimentos. Essa informação terá sido desmentida pelos próprios agentes envolvidos. Um vídeo dos acontecimentos recolhido pela Polícia Judiciária (PJ) na noite dos acontecimento é possível ver Moniz de mãos vazias no ar, não empunhando qualquer arma. O agente autor do disparo declarou, no entanto, que Moniz teria ameaçado retirar essa arma branca.
Algum tempo após os disparos, Moniz foi transportado de urgência para o Hospital de São Francisco Xavier, acabando por não resistir aos ferimentos e morrendo pouco depois, pelas 6:20h da manhã. Moniz apresentava ferimentos na cabeça, no abdómen e no tórax.
Os agentes não explicaram a razão da alegada fuga de Odair Moniz, nem por que motivo o consideraram suspeito. Segundo a RTP, Odair Moniz terá sido inicialmente abordado por ter passado um traço contínuo enquanto conduzia.

## Investigação
A 21 de outubro, o Ministério da Administração Interna determinou à Inspeção-Geral da Administração Interna a abertura de um inquérito urgente. A PSP anunciou também a abertura de um inquérito interno para apurar as circunstâncias da ocorrência.
A PJ iniciou uma investigação, que numa avaliação preliminar apontou para um excesso de legítima defesa, com uso desproporcional e injustificado de força e recurso a meios letais, por parte do polícia autor do tiro que alvejou Moniz, mesmo que se confirme que Moniz empunhou uma faca. Após interrogado, o agente autor do disparo foi constituído arguido, sob acusação de homicídio, continuando no ativo, embora perdendo o porte de arma, tendo o colega de patrulha prestado declarações. A arma do crime foi apreendida, para ser periciada no laboratório de Polícia Científica. Após a investigação inicial, o Ministério Público, no DIAP da Amadora, deverá decidir-se ou pelo arquivamento ou pela acusação de crime de homicídio simples.

## Reacções
A associação SOS Racismo e o movimento Vida Justa contestaram a versão da PSP, exigindo uma investigação séria e isenta por forma a apurar todas as responsabilidades, considerando estar em causa uma cultura de impunidade nas polícias portuguesas. Segundo a SOS Racismo, a morte de Odair Moniz acontece num contexto político de exacerbação do discurso de ódio e de um securitarismo estigmatizante dirigido às comunidades negras.
O embaixador de Cabo Verde em Portugal, Eurico Monteiro, lamentou a morte de um cidadão cabo-verdiano por um agente da PSP, manifestando a esperança de que a investigação em curso seja rigorosa e que sejam apuradas eventuais responsabilidades.
André Ventura, líder do Chega, acusou o governo português de ser fraco ao lidar com a situação, defendendo o agente de segurança responsável pelos disparos e rotulando de "rascaria" os autores dos desacatos.

## Tumultos e protestos

### 21 de outubro
A notícia da morte de Odair Moniz desencadeou um sentimento de revolta no bairro do Zambujal, onde vivia, com vários moradores considerando que o que houve foram “dois tiros num trabalhador desarmado”. Para vários habitantes do bairro, Odair Moniz era um cidadão exemplar e a explicação da Polícia de Segurança Pública deixou muitas dúvidas.
Os desacatos começaram na noite de 21 de outubro, tendo a PSP reforçado o policiamento no bairro do Zambujal, sendo o Corpo de Intervenção e a Equipa de Intervenção Rápida da PSP enviados para o local. Vários contentores de lixo foram incendiados, e as equipas das forças de segurança foram apedrejadas, assim como um autocarro da Carris que circulava no bairro. Um grupo com cerca de quarenta elementos de cara tapada espalhou combustível por várias zonas do bairro, cortando as estradas, sendo a PSP obrigada a fazer disparos para dispersar a multidão.

### 22 de outubro
Durante a tarde de 22 de outubro, cerca de cem moradores do bairro do Zambujal juntaram-se na rua das Galegas pedindo justiça pela morte de Odair Moniz. Apesar da tensão, a manifestação manteve-se relativamente pacífica até ao cair da noite, embora os repórteres da CNN Portugal confirmem a existência de disparos e petardos no local.
Ao início da noite, um autocarro da Carris Metropolitana, a circular na linha 1503, foi roubado após o motorista e os passageiros serem forçados a sair, e levado para o interior do bairro do Zambujal, onde cerca de vinte pessoas o incendiaram com cocktails molotov. O veículo ficou totalmente carbonizado. Duas pessoas foram assistidas no local, por inalação de fumo.
Objetos foram arremessados nas ruas do bairro, tendo a polícia impedido a entrada de moradores para o bairro., obrigando o corpo de Intervenção da PSP a ser acionado para o bairro do Zambujal, onde foi confirmada uma detenção, de um homem na posse de material combustível, que indiciava a sua utilização para deflagração de incêndio.
Segundo a família de Odair Moniz, pelas 20:00 desse dia, três agentes da PSP arrombaram a porta da sua casa, tendo agredido algumas das pessoas que ali se encontravam. A PSP afirma desconhecer esta situação, negando ter entrado na casa de moradores do bairro. Um vídeo divulgado por uma equipa de reportagem da Record TV Europa mostra agentes da PSP à entrada do prédio onde residia Odair Moniz, na que, de acordo com os moradores, terá sido a segunda deslocação da PSP ao local, após o arrombamento da porta.
Durante a noite os desacatos alastraram a outras zonas da Amadora. Na Damaia ocorreram desacatos em várias ruas, com arremesso de petardos e de pedras na via pública, assim como incendiamento de vários caixotes do lixo, e na Cova da Moura tentaram incendiar uma bomba de gasolina da Repsol, sendo registados disparos.
Em Oeiras, também foram registadas ocorrências, com o destaque para o Bairro da Portela, onde um autocarro da Carris, a circular na linha 714, foi roubado e incendiado, tendo depois descido a Estrada da Portela em chamas desgovernado até bater numa viatura ligeira. No mesmo bairro existiam vários outros focos de incêndio, em particular com a queima de pneus numa rotunda, impedindo a circulação de automóveis, sendo ouvidos vários disparos de arma de fogo. Na sequência dos desacatos, vários moradores começaram a abandonar o bairro nas suas viaturas. A polícia usou balas de borracha, conseguindo entrar no bairro. Com a queima de dois autocarros na mesma noite, a Carris e a Carris Metropolitana, por questões de segurança, durante mais de uma semana desviaram os autocarros para não circular dentro das Zonas Urbanas Sensíveis, o que gerou indignação de algumas pessoas.
Também houve registo da ocorrência de problemas em Sintra, onde um objeto contra a esquadra da PSP de Casal de Cambra, sem causar danos. Em Lisboa, caixotes do lixo foram incendiados em Carnide e Campo de Ourique, com os desacatos estendendo-se a Loures e Odivelas, obrigando a PSP reforçou o policiamento nas denominadas Zonas Urbanas Sensíveis, zonas normalmente associadas à criminalidade consumada nos grandes centros urbanos.

### 23 de outubro
Na noite de 22 para 23 de outubro os distúrbios haviam se estendido por seis concelhos da Área Metropolitana de Lisboa, com ocorrências registadas em sessenta esquadras dos concelhos de Lisboa, Loures, Amadora, Sintra, Cascais e Setúbal, sendo ateado fogo a contentores de lixo e viaturas. Dois agentes da PSP foram feridos pelo arremesso de pedras, tendo recebido tratamento hospitalar.

### 24 de outubro
Na madrugada de 24 de outubro, dois autocarros da Carris Metropolitana foram incendiados, um no bairro da Cidade Nova, em Santo António dos Cavaleiros, concelho de Loures, que estava a realizar a última viagem da 2769, onde foi emboscado e incendiado com um cocktail molotov com o motorista no interior, obrigando o motorista a ser internado em estado grave na unidade de queimados do Hospital de Santa Maria, enquanto o outro foi incendiado na Arrentela, concelho do Seixal, estando a circular na linha 3509. Também durante a madrugada foram queimadas oito viaturas ligeiras em outros concelhos da Grande Lisboa. Um veículo da PSP foi vandalizado. 45 ocorrências de incêndio em mobiliário urbano foram registadas na Área Metropolitana de Lisboa, nos concelhos de Almada, Amadora, Barreiro, Lisboa, Loures, Oeiras, Seixal e Sintra. A PSP deteve 13 suspeitos relacionadas com os desacatos e identificou outros 18.

### 26 de outubro

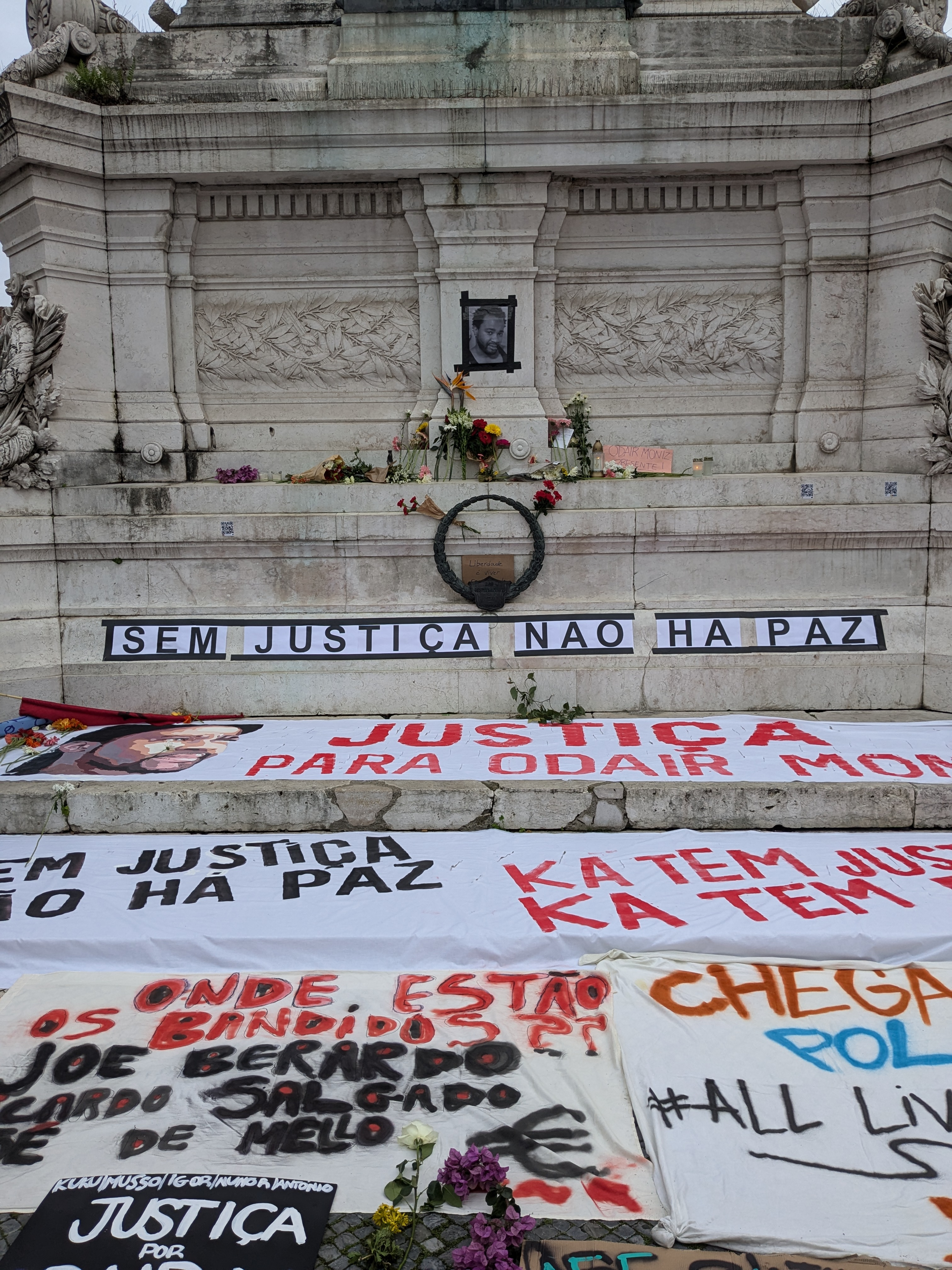
Memorial Odair Moniz

No dia 26 de outubro foram convocadas manifestações em Lisboa, promovida pelo movimento Vida Justa e no Porto, promovida pelo grupo de Estudantes do Porto em Defesa da Palestina.
Em Lisboa a manifestação teve lugar na Avenida da Liberdade com mais de três mil pessoas. No final do percurso na Praça dos Restauradores, foi levantado um memorial ao Odair com flores e tarjas, tiveram discursos da Claudia Simões e ativistas anti-racistas e terminou com um minuto de silêncio.

Inicialmente era previsto que percurso da manifestação fosse do Marquês do Pombal até a Assembleia da República, mas no dia anterior o movimento Vida Justa alterou o percurso para terminar na Praça dos Restauradores para evitar cruzar-se com a contra-manifestação organizada pelo partido de direita Chega.